# Les Lemon Sisters
Les Lemon Sisters (títol original: The Lemon Sisters) és una comèdia dramàtica estatunidenca dirigida per Joyce Chopra i escrita per Jeremy Pikser, estrenada l'any 1989. Ha estat doblada al català.
El film va ser un fracàs comercial i de critica.

## Argument
Als anys 1980, tres amigues de tota la vida (Eloise (Keaton), Franki (Kane) y Nola (Grody)) treballen cantant cançons desl anys 60 a bars d'Atlantic City. Es reuneixen i formen un girl group per cantar totes juntes.

## Repartiment
- Diane Keaton: Eloise Hamer
- Carol Kane: Franki D'Angelo
- Kathryn Grody: Nola Frank
- Elliott Gould: Fred Frank
- Rubén Blades: C.W
- Aidan Quinn: Frankie McGuinness
- Estelle Parsons: Mme Kupchak
- Richard Libertini	: Nicholas Panas
- Sully Boyar: Baxter O'Neil
- Bill Boggs: MC
- Emily A. Rose: Sadie Frank
- Ashley Peldon: Sarah Frank
- Nicky Bronson: Scotty Willard
- Francine Fargo: Charlene
- Joe Milazzo: Vinnie
- Nathan Lane : Charlie Sorrell
- Joanne Bradley: L'agent immobiliari
- Kourtney Donohue: Eloise (de jove)
- Rachel Hillman: Nola (de jove)
- Rachel Aviva: Franki (de jove)
- Tani Taylor Powers: Marilyn Fogelman
- Paulette Attie: La mare de Nola
- Peter Costa: Edward